# 林绍婷
林绍婷（英語：Sarena Lin，1971年1月9日—）是一位美国华人企业家。

## 生平
1971年出生于台北市，获得哈佛大学的计算机学士学位和耶鲁大学国际关系学士学位，工商管理硕士学位1988年进入麦肯锡，驻扎台北市和纽约市，2011年进入美国粮食公司嘉吉公司，2018年进入美国制药公司Elanco，2021年2月进入拜耳担任管理委员会成员兼劳工部部长。

## 家庭
有一个德国丈夫和一个女儿。